# 石垣 (小惑星)
石垣（いしがき、10179 Ishigaki）は、小惑星帯に位置する小惑星。
1996年2月、小林隆男が群馬県大泉町で発見した。

## 名称
沖縄県・八重山諸島最大の島である石垣島にちなむ。石垣島には、国立天文台VERA石垣島局（石垣島天文台）がある。
命名は2003年5月の小惑星回報（MPC 48390）で公表された。この名称は小林から打診を受けた国立天文台側が提案したもので、VERA局の所在地に因み (10169) Ogasawara（小笠原）、(10178) 入来 とともに名づけられた（なお、VERA水沢局のある (7530) Mizusawa（水沢）は既存であった）。同時に、八重山諸島に生育する貴重な花から (10226) 聖紫花 が命名されている。
なお、石垣島天文台に因む小惑星として (13989) Murikabushi（むりかぶし）がある。

## 註
1. 1 2  MPC 48390（2003年5月1日）
2. 1 2  宮地竹史「星の聖紫花」 - 琉球新報（2006年10月26日）